# Rivière du Pavillon
Pour les articles homonymes, voir Pavillon.
La rivière du Pavillon est un cours d'eau de l'île d'Anticosti se jetant dans le golfe du Saint-Laurent. Elle coule dans la municipalité de L'Île-d'Anticosti au Québec (Canada).

## Toponymie
Cette désignation toponymique paraît en 1925 dans le Dictionnaire des rivières et des lacs de la province de Québec. Ce toponyme parait aussi dans un volume publié en 1904 ainsi qu'en 1924, dans le Bulletin de la Société de géographie de Québec.
Le toponyme « rivière du Pavillon » a été officialisé le 5 décembre 1968.

## Géographie
La rivière du Pavillon tire sa source d’un petit lac (altitude: 253 m), situé au centre-sud de l'île. Ce lac situé sur la ligne de partage des eaux, comporte deux émissaires: l'un vers l'ouest constituant la tête de la rivière Vauréal; l'autre vers le sud constituant la tête de la rivière du Pavillon. Cette source est située en zone forestière à :
- 20,4 km au nord de la rive sud de l'île d'Anticosti ;
- 33,0 km au sud de la rive nord de l'île d'Anticosti ;
- 117,3 km à l'est de Port-Menier[3].

À partir de sa source, la rivière du Pavillon descend entre la rivière aux Plats (située du côté ouest) et la rivière Ferrée (côté est). La rivière du Pavillon coule généralement vers le sud sur 25,3 km, avec un dénivelé de 252 m, selon les segments suivants :
- 17,0 km vers le sud-est en coupant la route forestière, jusqu'à la confluence de la rivière du Pavillon Est (venant du nord) ;
- 8,3 km vers le sud dans une plaine côtière, en recueillant deux ruisseaux (venant du nord-est), jusqu’à son embouchure[3].

La rivière du Pavillon se déverse sur la rive sud de l'île d'Anticosti, dans le golfe du Saint-Laurent, du côté est du cap des Caps. Cette confluence est située à 8,0 km à l'est de l'embouchure de la rivière aux Plats, à 14,5 km à l’est de l'embouchure de la rivière Ferrée et à 125,8 km à l’est de Port-Menier.